# Fernando Blanco y Lorenzo
Fernando Blanco y Lorenzo OP (* 10. Mai 1812 in Pola de Lena, Asturien; † 6. Juni 1881 in Valladolid) war ein spanischer Ordensgeistlicher und Erzbischof von Valladolid.

## Leben
Er legte die Profess im Orden der Dominikaner ab. Die Priesterweihe empfing Fernando Blanco y Lorenzo im Dezember 1834.
Am 7. Oktober 1857 wurde er zum Bischof von Ávila erwählt. Die Bischofsweihe spendete ihm am 11. April 1858 in der Kathedrale von Santiago de Compostela der dortige Erzbischof Miguel García Cuesta; Mitkonsekratoren waren der Bischof von Orense, José Ávila Lamas, und der Bischof von Lugo, José de los Ríos y Lamadrid. Fernando Blanco y Lorenzo war Teilnehmer des Ersten Vatikanischen Konzils. Er galt als ein großartiger Prediger. Am 23. Juli 1875 wurde er zum Erzbischof von Valladolid erhoben.
Fernando Blanco y Lorenzo starb im Bischofsamt und wurde in der Kathedrale von Valladolid beigesetzt.